# 兵庫県道459号周世尾崎線
兵庫県道459号周世尾崎線（ひょうごけんどう459ごう すせおさきせん）は、兵庫県赤穂市を通る一般県道である。

## 概要
赤穂市周世から赤穂市東浜町に至る。2006年（平成18年）の尾崎トンネル開通により、国道250号坂越橋東詰から赤穂御崎・兵庫県立赤穂海浜公園へのアクセスが容易になった。

### 路線データ
- 起点：赤穂市周世（兵庫県道457号高雄有年横尾線交点）
- 終点：赤穂市東浜町（わくわくランド北交差点、兵庫県道32号坂越御崎加里屋線交点）
- 総延長：9.574 km

## 路線状況

### 道路施設

#### トンネル
- 尾崎トンネル：延長415 m、2006年（平成18年）竣工、赤穂市

## 地理

### 通過する自治体
- 赤穂市

### 交差する道路
| 交差する道路                 | 交差する場所   | 交差する場所                  |
| ---------------------------- | -------------- | ----------------------------- |
| 兵庫県道457号高雄有年横尾線  | 周世           | 起点                          |
| 国道250号                    | 高野（こうの） | 坂越大橋東詰交差点            |
| 兵庫県道32号坂越御崎加里屋線 | 坂越（さこし） | 坂越橋東交差点                |
| 兵庫県道32号坂越御崎加里屋線 | 東浜町         | わくわくランド北交差点 / 終点 |

### 交差する鉄道
- 山陽新幹線
- 赤穂線

### 沿線
- 千種川
- 赤穂市立坂越小学校
- 赤穂市立尾崎小学校
- 兵庫県立赤穂高等学校
- 兵庫県立赤穂海浜公園